# Česká Miss
Česká Miss je národní soutěž krásy pořádaná od roku 2005 nejdříve jako konkurenční událost tradičnější Miss České republiky, která byla v roce 2010 do této soutěže sloučena. O vítězce rozhoduje porota a diváci pomocí SMS.
Soutěž je držitelem licence na mezinárodní soutěže krásy Miss Universe, Miss Earth. V letech 2005–2009 vítězka reprezentovala Českou republiku na Miss Universe a I. vicemiss na Miss Earth. Od roku 2010, kdy společnost M Marketing s.r.o. získala licenci na soutěž Miss World, vítězka soutěže reprezentovala Českou republiku na Miss Universe, I. vicemiss na Miss World a II. vicemiss na Miss Earth. V rice 2016 získali organizátoři licenci i na Miss Supranational. V roce 2017 byla pozastavena spolupráce s Miss World.
Zakladatelkou a ředitelkou soutěže byla v letech 2005–2014 Michaela Bakala, která zvítězila v Miss Československa pro rok 1991. V roce 2015 vstoupila do České Miss jako minoritní vlastník Marcela Krplová v roli nové spolumajitelky a ředitelky. Patronkou celé události se na dva roky stala bývalá vicemiss České republiky Iva Kubelková. V roce 2016 vstoupili do soutěže podnikatel Martin Ditmar s Evou Čerešňákovou, Českou vicemiss 2007, která byla jmenována ředitelkou. Čerešňáková se stala autorkou scénářů finálových galavečerů. V létě 2018 prodala svůj podíl v pořadatelské společnosti Miss Events a.s. kosmetické firmě Juliette Armand a vedení soutěže opustila.

## Nový koncept soutěže
Česká Miss v roce 2017 prošla změnami a od starého konceptu se významně proměnila. Soutěž se stala celoroční, více online, partnerskou a charitativní. Podstatou je zachycení cesty soutěžících a vtažení veřejnosti do děje a života projektu Česká Miss v průběhu roku. Již v roce 2017 byla cesta dokumentována a sdílena mimo jiné i na YouTube formou seriálu Hledá se Česká Miss 2017.

## Přehled vítězek
| Ročník | rok  | Česká Miss             | I. česká vicemiss        | II. česká vicemiss      | detaily |
| ------ | ---- | ---------------------- | ------------------------ | ----------------------- | ------- |
| 1.     | 2005 | Kateřina Smejkalová    | Zuzana Štěpanovská       | Michaela Štoudková      | detaily |
| 2.     | 2006 | Renata Langmannová     | Miroslava Košťanová      | Barbora Kolářová        | detaily |
| 3.     | 2007 | Lucie Hadašová         | Eva Čerešňáková          | Lilian Sarah Fischerová | detaily |
| 4.     | 2008 | Eliška Bučková         | Hana Svobodová           | Elisavet Charalambidu   | detaily |
| 5.     | 2009 | Iveta Lutovská         | Tereza Budková           | Zina Šťovíčková         | detaily |
| —      | —    | Česká Miss             | Česká Miss World         | Česká Miss Earth        | —       |
| 6.     | 2010 | Jitka Válková          | Veronika Machová         | Carmen Justová          | detaily |
| 7.     | 2011 | Jitka Nováčková        | Denisa Domanská          | Šárka Cojocarová        | detaily |
| 8.     | 2012 | Tereza Chlebovská      | Linda Bartošová          | Tereza Fajksová         | detaily |
| 9.     | 2013 | Gabriela Kratochvílová | Lucie Kovandová          | Monika Leová            | detaily |
| 10.    | 2014 | Gabriela Franková      | Tereza Skoumalová        | Nikola Buranská         | detaily |
| 11.    | 2015 | Nikol Švantnerová      | Andrea Kalousová         | Karolína Mališová       | detaily |
| 12.    | 2016 | Andrea Bezděková       | Natálie Kotková          | Kristýna Kubíčková      | detaily |
| —      | —    | Česká Miss             | Česká Miss Earth         | Česká Miss Suprational  | —       |
| 13.    | 2017 | Michaela Habáňová      | Iva Uchytilová           | Tereza Vlčková          | detaily |
| —      | —    | Česká Miss             | Česká Miss Supranational | Česká Miss Earth        | —       |
| 14.    | 2018 | Lea Šteflíčková        | Jana Šišková             | Tereza Křivánková       | detaily |
| —      | —    | Česká Miss Universe    | Česká Miss Earth         | Česká Miss Global       | —       |
| 15.    | 2019 | Barbora Hodačová       | Klára Vavrušková         | Karolína Kokešová       | detaily |
| 16.    | 2022 | Sára Mikulenková       | Anežka Heralecká         | Lea Šteflíčková         | detaily |
| 16.    | 2023 | Vanesa Švédová         | Kristýna Pavlovičová     | Marie Danči             | detaily |

### Další tituly
| Rok  | titul                    | vítězka         |
| ---- | ------------------------ | --------------- |
| 2016 | Česká Miss Supranational | Michaela Hávová |

## Umístění v mezinárodních soutěžích
- Lucie Hadašová na Miss Universe 2007 v Mexiku postoupila mezi 15 nejlepších (12. místo).
- Eva Čerešňáková na Miss Earth 2007 na Filipínách postoupila mezi 16 nejlepších (10. místo).
- Eliška Bučková na Miss Universe 2008 ve vietnamském Nha Trangu postoupila mezi 15 nejlepších (11. místo).
- Iveta Lutovská na Miss Universe 2009 na Bahamách postoupila mezi 10 nejlepších (8. místo).
- Jitka Válková na Miss Universe 2010 v Las Vegas postoupila mezi 15 nejlepších (15. místo).
- Tereza Fajksová na Miss Earth 2012 na Filipínách vyhrála 1. místo a stala se MISS EARTH 2012.
- Karolína Mališová na Miss Earth 2015 ve Vídni postoupila mezi 16 nejlepších.
- Iva Uchytilová na Miss Earth 2017 na Filipínách postoupila mezi 8 nejlepších.
- Klára Vavrušková na Miss Earth 2019 na Filipínách vyhrála 3. místo a stala se MISS EARTH WATER 2019
- Karolína Kokešová na Miss Global 2019 v Mexiku vyhrála 1. místo a stala se Miss Global 2019
- Anežka Heralecká na Miss Earth 2022 na Filipínách postoupila mezi 20 nejlepších (13. místo).